# San José (De Baleariske Øer)
 For alternative betydninger, se San José. (Se også artikler, som begynder med San José)
San José (catalansk: Sant Josep de sa Talaia) er en by og kommune i det østlige Spanien på øen Ibiza i provinsen De Baleariske Øer. Den har et indbyggertal på 29.664 (2024) indbyggere.